# 484
484 (CDLXXXIV) fue un año bisiesto comenzado en domingo del calendario juliano, en vigor en aquella fecha.
En el Imperio romano, el año fue nombrado el del consulado de Venancio y Teodorico, o menos comúnmente, como el 1237 Ab urbe condita, adquiriendo su denominación como 484 a principios de la Edad Media, al establecerse el anno Domini.

## Acontecimientos
- 28 de diciembre: Alarico II sucede a Eurico en el trono visigodo. Gobierna la península ibérica salvo Galicia y las montañas vascas.[1]
- Comienza la redacción del Breviario de Alarico.
- Los heftalitas derrotan a los persas sasánidas en la batalla de Herat.

## Fallecimientos
- 23 de diciembre: Hunerico, rey de vándalos y alanos.